# Francis DiLorenzo
Francis Xavier DiLorenzo (ur. 15 kwietnia 1942 w Filadelfii w Pensylwanii, zm. 17 sierpnia 2017 w Richmond w Wirginii) – amerykański duchowny katolicki, biskup Richmond w Wirginii w latach 2004-2017.

## Życiorys
Po ukończeniu szkoły średniej wstąpił do seminarium duchownego archidiecezji Filadelfia. Święcenia kapłańskie otrzymał 18 maja 1968 z rąk kardynała Johna Krola. W 1975 uzyskał doktorat z teologii na Angelicum w Rzymie. Pracował następnie jako kapelan i wykładowca w rodzinnym mieście. Kapelan honorowy Jego Świątobliwości od 1983 roku. W roku 1985 został rektorem swej alma mater. Pracował również w Trybunale Metropolitalnym.
26 stycznia 1988 otrzymał nominację na biskupa pomocniczego Scranton ze stolicą tytularną Tigias. Sakry udzielił mu ówczesny ordynariusz Scranton, James Timlin. Po pięciu latach mianowany administratorem apostolskim diecezji Honolulu na Hawajach. Rok później, dnia 29 listopada 1994, został ordynariuszem tejże diecezji. 31 marca 2004 przeniesiony na biskupstwo Richmond.
Zmarł 17 sierpnia 2017.